# 吴荣 (1919年)
吴荣（1919年7月—1995年10月31日），字仲舆，福州闽侯人，中华民国及中华人民共和国政治人物、画家，第六、七、八届全国政协委员。

## 生平
1940年毕业于上海光华大学政治经济系，曾任国民政府经济部编译、课长，重庆市政府专员、重庆市财政局秘书。
抗战胜利后，随陈仪第一批赴台湾，参加台湾举行的日本投降仪式，后任台湾省行政长官公署財政处秘书、台湾省粮食局主任秘书、上海市财政局秘书等职。